# Персида Илић
Персида (Перса) Илић (20. август 1888 — 1957) је била прва жена асистенткиња на Београдском универзитету.
Завршила је хемију (физику и физичку хемију) 1914. на Филозофском факултету у Београду.
Годину дана пре завршетка студија постала је асистенткиња Симе Лозанића на Катедри за хемију.
1919. након завршетка Првог светског рата постаје професорка хемије у Београдској реалци.
Лозанић је 1924. године тражио да Персида Илић остане на факултету као асистенткиња, али његов захтев није прихваћен и она је наставила да ради као средњошколски професор.
Након Другог светског рата је радила као просветна инспекторка за хемију у средњим школама.